# Michał Jedynak
Michał Jedynak (ur. 20 sierpnia 1872 w Paszczynie, zm. 4 października 1916 w Krzeszowicach) – polityk ludowy, poseł do Sejmu Krajowego we Lwowie i austriackiej Rady Państwa.

## Życiorys
Pochodził z rodziny chłopskiej, pracował we własnym gospodarstwie rolnym, które ówcześnie uważano za wzorcowe w całym powiecie. Ukończył szkołę powszechną w rodzinnej Paszczyni, a następnie gimnazjum w Dębicy. Pierwsze kontakty z ruchem ludowym miał już w 1880, wówczas związał się z ks. Stanisławem Stojałowskim. Zorganizował w 1894 Kółko Rolnicze i Straż Pożarną w Paszczynie (pierwszą w okolicy), a następnie założył Kasę Reiffeisena. Od 1892 był korespondentem „Przyjaciela Ludu”, a potem także „Piasta”. Należał do Rady Nadzorczej Ludowego Towarzystwa Wzajemnych Ubezpieczeń od Ognia „Wisła”
W 1895 uczestnik zjazdu założycielskiego Polskiego Stronnictwa Ludowego w Rzeszowie, a następnie jego działacz. W latach 90. zorganizował z powodzeniem w Ropczyckiem akcję pomocy dla zadłużonych w bankach galicyjskich chłopów. Przyczyniło się to znacząco do wzrostu wpływów ruchu ludowego na tym terenie. Członek Rady Naczelnej (1903–1913) i Prezydium RN (1908–1910 (PSL)). Był zdecydowanym przeciwnikiem polityki Jana Stapińskiego, wbrew jego woli kandydował do parlamentu austriackiego. Był jednym z założycieli Polskiego Stronnictwa Ludowego „Piast” w 1913 oraz od 1914 członkiem jego Rady Naczelnej, należał wówczas do najbliższych współpracowników Wincentego Witosa.
Przez długi czas pełnił obowiązki pisarza gminnego w Paszczynie. Członek Rady Powiatu oraz Wydziału Powiatowego w Ropczycach (1910–1914). Był posłem o Sejmu Krajowego we Lwowie IX kadencji (1908–1913) i austriackiej Rady Państwa XII kadencji (1911–1916).

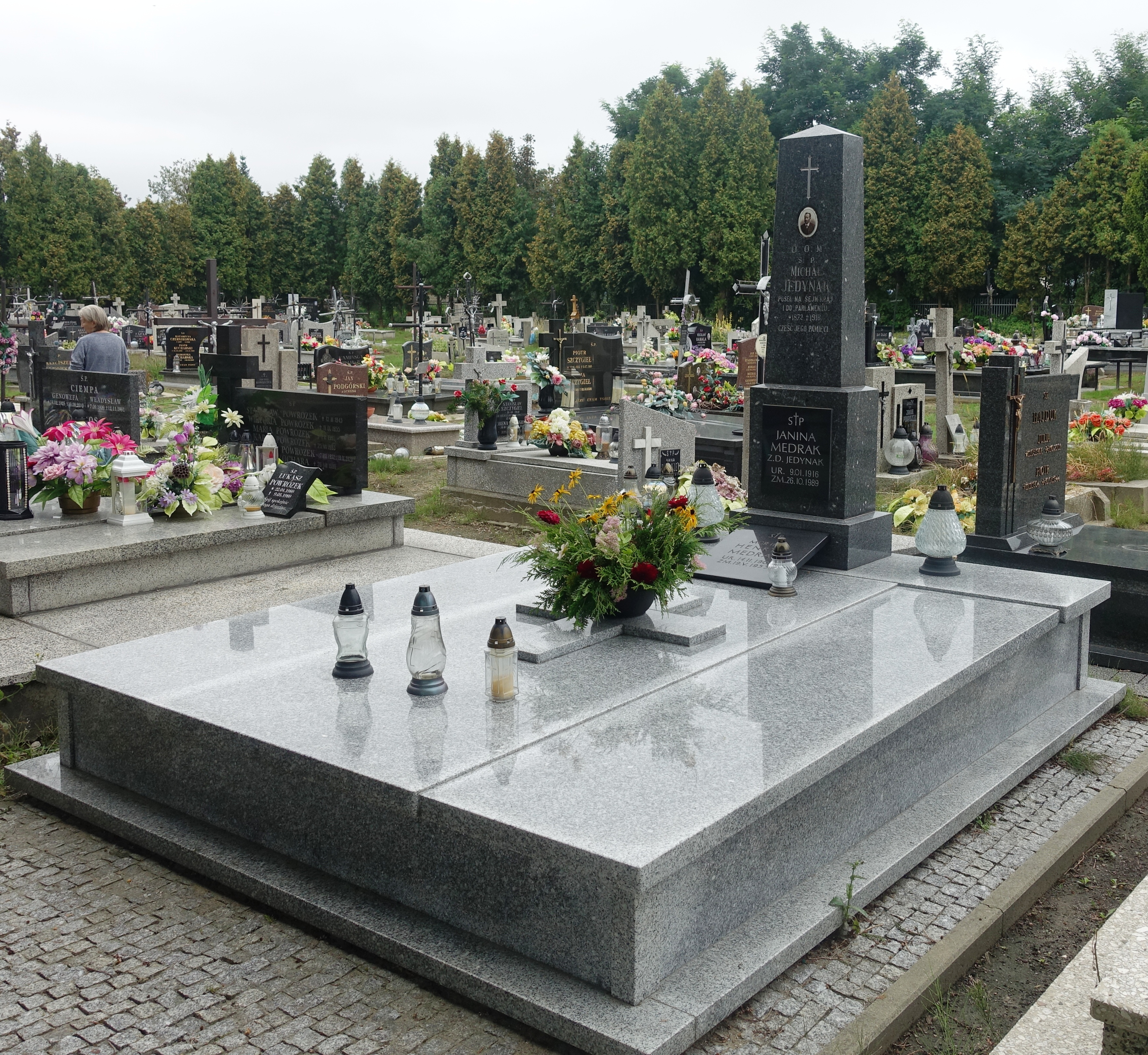
Grób Michała Jedynaka na cmentarzu parafialnym w Lubzinie

Zmarł w 1916 roku i został pochowany na cmentarzu parafialnym w miejscowości Lubzina. W jego rodzinnej miejscowości jest tablica upamiętniająca jego osobę.

## Stosunki rodzinne
Jego rodzicami byli Wojciech Jedynak i Regina z domu Lichoń. Ożenił się z Karoliną ze Staroniów. Jego synem był działacz ludowy i żołnierz Legionów Polskich Jan Henryk Jedynak.

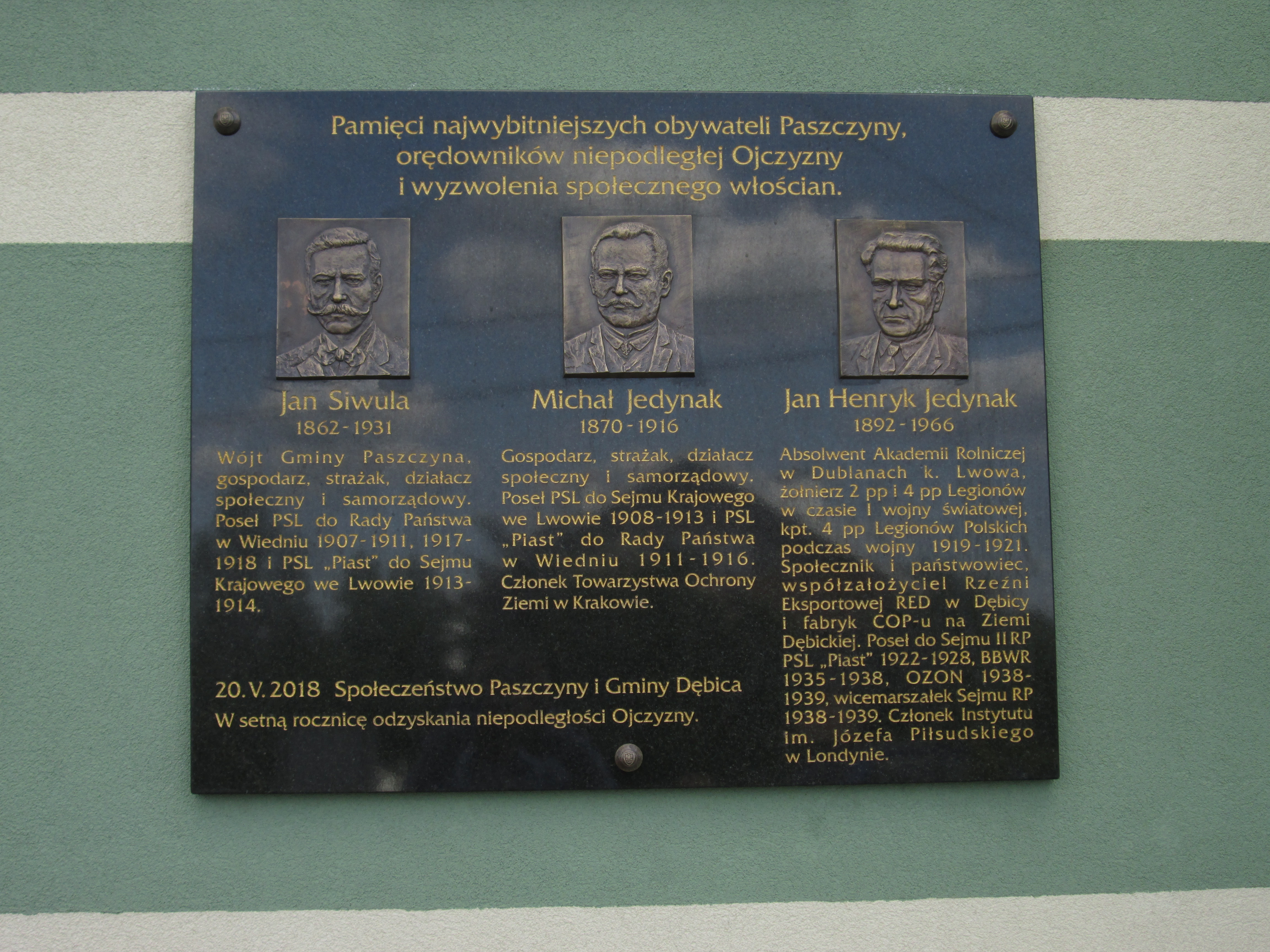
Tablica upamiętniająca posłów ludowych z Paszczyny